# Pequottink
Pequottink, selo Moravian Delaware Indijanaca utemeljeno 1788. na istočnoj obali rijeke Huron blizu današnjeg Milana, na području okruga Erie u američkoj državi Ohio. Selo se održalo negdje do 1805. godine. U povijesti se spominje pod nazivima New Salem, Petquottink i Petquotting. Selo su osnvali izbjeglice nakon masakra u Gnadenhuttenu. Godine 1804. moravski misionari u selu utemeljuju indijansku misiju. Ovdje će 1916. i u siječnju 1817. Ebenezer Merry izgraditi branu, mlin i pilanu i niknut će novi grad Milan, imenovan po onom u Italiji a 1832. do 1839, bit će prokopan i Milan Canal koji će ga preko rijeke Huron spojiti s jezerom Erie.

## Vanjske poveznice
- French and English Traders